# Hoes
Een hoes is een dun doorzichtig of ondoorzichtig omhulsel voor producten. Hoezen worden gebruikt ter bescherming, ter decoratie en om duidelijk te maken wat de inhoud van de hoes is.
Bekende hoezen voor geluidsdragers zijn de platenhoes en de cd-hoes. Deze kunnen verdeeld worden in albumhoezen en singlehoezen.

## Platenhoes
Een platenhoes is een aan drie kanten dichtgemaakte vrij buigzame en dunne kartonnen hoes, waar de langspeelplaat of single in geschoven kan worden. Vooral bij langspeelplaten zit er een nog dunnere binnenhoes in, die van doorzichtig kunststof of papier gemaakt is. Over de feitelijke platenhoes kan er, om de hoes zelf weer te beschermen, een wat stevigere doorzichtige plastic hoes geschoven worden.
Op de voorkant van de platenhoes werd in het begin van de geschiedenis van de geluidsdrager vaak alleen de naam van de artiest, eventueel met een foto van de artiest geplaatst. In de jaren zestig en daarna werden de platenhoezen steeds artistieker vormgegeven. Voor veel artiesten werd de hoes een onderdeel van hun imago en bepaalde elementen op een platenhoes fungeerde soms als het handelsmerk van de desbetreffende artiest. Meerdere platenhoezen zijn in de loop van de geschiedenis beroemder geworden dan de muziek zelf.
Op de achterkant van een platenhoes wordt vaak een lijst van de nummers weergegeven, informatie over de auteursrechten, het platenlabel, het catalogusnummer, en eventueel informatie over bijvoorbeeld de producenten en andere medewerkers.
Aan de smalle zijkant van de platenhoes staat meestal de naam van de artiest vermeld, de titel van het werk, de naam van het platenlabel en het catalogusnummer. Dit om de plaat sneller terug te kunnen vinden wanneer ze bijvoorbeeld in een rij werden geplaatst in bijvoorbeeld een platenkast of in de platenwinkel.
Naast de plaat zelf, kunnen platenhoezen ook een inlegvel bevatten met meestal de liedteksten daarop. Soms bestaat zo'n inlegvel uit meerdere bladzijdes en kan er gesproken worden over een boekje. Ook werden er, voor dat de compact disc zijn intrede deed, er bijvoorbeeld (opgevouwen) posters in gedaan om het album of de single aantrekkelijker te maken om aan te schaffen. Sommige albums, en dan vooral dubbelalbums hadden een uitklapbare hoes, waar uiteraard meer ruimte was voor het artwork.

## Cd-hoes
De cd-hoes of cd-hoesje bestaat normaliter uit een jewelcase, het daarin geplaatste cd-boekje en het inlegvel aan de achterkant. De voor- en achterkant hebben dezelfde functie als de voor- en achterkant van een platenhoes. Ook hier geldt de voorkant van het cd-boekje als een manier voor de artiest om het werk onder de aandacht brengen en om het werk visueel herkenbaar te maken.
Vooral cd-singles worden soms ook in een dunne kartonnen of kunststoffen hoes gedaan, vergelijkbaar met een platenhoes.

## Video's en dvd's
Een omhulsel van een videocassette staat bekend als een videohoes. Deze kan van kunststof zijn of soms ook van het goedkopere karton gemaakt zijn. Bij dvd's noemen we de hoes een dvd-box, -doos of -doosje. Bij beiden wordt het papieren deel, wat de voor- achter- en zijkant omvat, tussen het buigzame en doorzichtige kunststof, en het harde, meestal ondoorzichtige kunststof geklemd.

## Cassettedoosje
Bij cassettebandjes noemt men de hoes het cassettedoosje. Deze zijn meestal van kunststof gemaakt en de lege cassettebandjes hebben een dik papieren inlegvel, waarop het merk van het cassettebandje en de inhoud op kan worden vermeld.
Cassettedoosjes van voorbespeelde cassettebandjes hadden vrijwel altijd hetzelfde artwork en informatie als platenhoezen. Er was echter vrijwel geen plaats voor een boekje met bijvoorbeeld de teksten van de liedjes, dus die ontbrak meestal (uitzonderingen daargelaten). Voorbespeelde cassettebandjes werden echter ook in een box met meerdere cassettebandjes verkocht en hier was uiteraard wel meer ruimte voor een boekje of boek met bijvoorbeeld de liedteksten.